# 三島ダム
三島ダム（みしまダム）は、千葉県君津市の二級河川・小糸川に建設されたダム。灌漑目的で作られた堤高25.3メートルのアースダムで、ダム湖の名称は三島湖（みしまこ）。

## 歴史
旱魃に悩まされていた小糸川流域の町村長らが1936年（昭和11年）に灌漑用ダムの建設を千葉県知事および農林大臣に求めたことがきっかけとなり、1943年（昭和18年）に建設着工。太平洋戦争の影響による中断を経て1955年（昭和30年）に竣工、翌1956年（昭和31年）に満水式が行われた。その後用水路の新規建設などが行われ、1968年（昭和43年）に完工した。

## 特徴
堤高が約25メートルと低く、ダムがあることに気づきにくいと言われている。また、余水吐きの長さが122.6メートルと、ダム自体の堤頂長（127.7メートル）とほぼ変わらないほどの長さであることも特徴。
ダム湖の三島湖はヘラブナの釣り場として知られ、周囲には遊歩道も整備されている。

## 諸問題
2018年（平成30年）5月15日、三島ダムの放流設備（洪水吐き）に亀裂が生じ、ダムの水が漏れ出ていることが確認された。当該箇所は2015年（平成27年）度から2017年（平成29年）度にかけて壁面を補修したばかりである。県は24時間の監視体制を敷き、水門の開放やポンプを設置するなどしてダムの水位を低下させるとともに、応急工事の実施を計画しており、ダムの下流地域に対し注意を呼びかけている。